# Trifolium haydenii
Trifolium haydenii är en ärtväxtart som beskrevs av Thomas Conrad Porter. Trifolium haydenii ingår i släktet klövrar, och familjen ärtväxter. Inga underarter finns listade i Catalogue of Life.